# Antifrustracionismo
Antifrustracionismo é uma posição axiológica proposta pelo filósofo alemão Christoph Fehige, que afirma que "não fazemos qualquer bem ao gerar mais preferências satisfeitas. O que importa sobre as preferências não é que elas tenham uma existência satisfeita, mas que eles não tenham um existência frustrada." De Acordo com Fehige, "maximizadores de satisfação de preferências deveriam ao invés chamar-se de minimizadores de preferências frustradas."
O que torna o mundo melhor é "não a sua quantidade de preferências satisfeitas, mas sim o evitamento de preferências frustradas." Nas palavras de Fehige, "temos obrigações para tornar os preferentes satisfeitos, mas não temos obrigações para gerar preferentes satisfeitos." A posição contrasta o utilitarismo clássico, entre outras teorias éticas, que sustenta que a criação de "preferentes satisfeitos" é, ou pode ser, um bem em si mesmo. O Antifrustracionismo tem semelhanças com, embora seja diferente, do utilitarismo negativo, os ensinamentos de Buda, o estoicismo, o pessimismo filosófico, e a filosofia de Schopenhauer. Em particular, o utilitarismo de preferência negativa afirma que devemos agir de tal forma que o número de preferências frustradas seja minimizado e, portanto, é baseado diretamente no antifrustracionismo. A diferença é que antifrustracionismo é uma axiologia, enquanto que o utilitarismo negativo de preferência é uma teoria ética.
O filósofo moral Peter Singer tem endossado uma posição similar ao antifrustracionismo no passado (utilitarismo de preferência negativa), ao escrever:
A criação de preferências que podemos posteriormente satisfazer não nos beneficia em nada. Podemos pensar na criação de preferências insatisfeitas como colocando um débito no livro de registro moral onde satisfazê-las apenas as anula... Os utilitaristas de preferência têm motivos para procurar satisfazer seus desejos, mas não podem dizer que o universo estaria como um lugar pior caso nunca tivéssemos surgido.

## Citações
1. ↑  Support for that Fehige presents antifrustrationism as an axiological (value theory) position rather than a claim in normative ethics include Fehige 1998: "How good or bad is a world? Let us assume, as so often, that this is a matter solely of the preferences it contains and of their frustration and satisfaction. One question we shall then have to face is how the existence of a preference and its satisfaction compares to the non-existence of this preference: is it better, or worse, or just as good, or sometimes one and sometimes the other? Section 1 will argue at length that, ceteris partibus, the two options – satisfied preference and no preference – are equally good, a doctrine we can call  antifrustrationism."
2. 1 2 3  Fehige 1998, p. 518.
3. ↑  Karlsen 2013, p. 160.
4. ↑  Fehige 1998: "An outline of the ancestors and near and distant relatives of antifrustrationism will have to wait another occasion. (See, however, the sources listed in notes 2 and 21.) It is instructive, for example, to compare the doctrine of the relevant teachings of Buddha, the Stoics, Schopenhauer, or Albert Ellis, to Seana Shiffrin’s recent work, to pessimism (in the various meanings of that word), and to what has become known as ‘negative utilitarianism’. Some similarities notwithstanding, all of these differ from antifrustrationism in important respects.”
5. ↑  Singer 1980.